# 扭果虫实
扭果虫实（学名：Corispermum retortum）是苋科虫实属的植物，是中国的特有植物。分布于中国大陆的黑龙江等地，生长于海拔200米的地区，见于丘陵草原沙质地中，目前尚未由人工引种栽培。